# NGC 4833
NGC 4833 (noto anche come C 105) è un notevole ammasso globulare situato nella costellazione australe della Mosca.
Fu avvistato per la prima volta dall'abate Lacaille nel 1752, dal Sudafrica; si individua con facilità poco più di mezzo grado a nord della stella Delta Muscae, di terza magnitudine. È visibile attraverso un binocolo 10x50 come una debole macchia chiara di forma circolare, mentre un telescopio Newtoniano di 200mm già inizia a risolverlo in stelle; appare piuttosto concentrato (classe VII) e dominato a nord da una stellina di nona magnitudine che di certo nulla ha a che fare con l'ammasso. Disterebbe oltre 21.000 anni-luce dal Sole.